# Luta tradicional

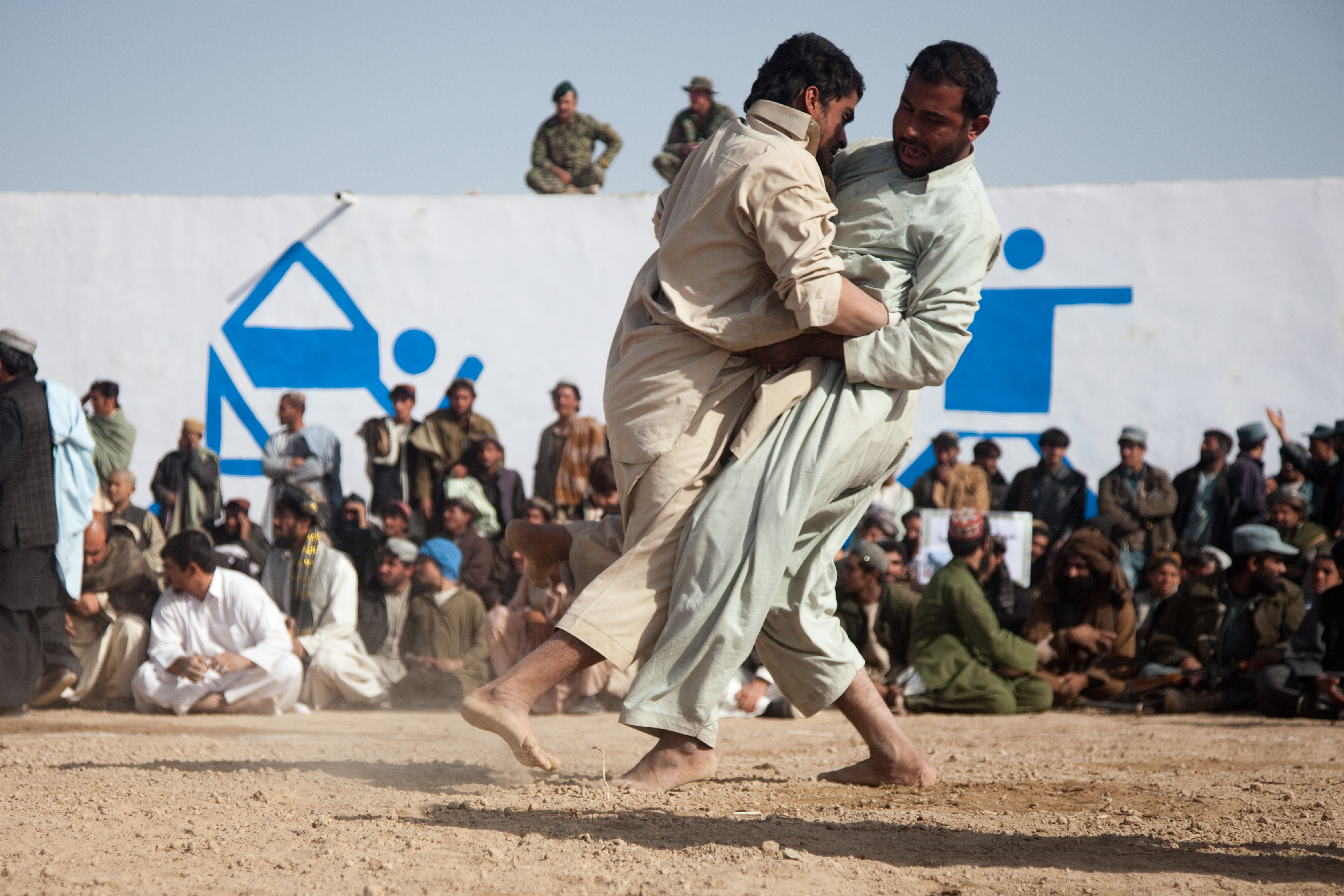
Homens e crianças locais participam de um torneio de luta livre fora do centro distrital de Zhari, província de Kandahar, Afeganistão, 24 de dezembro de 2011.

Luta tradicional (em inglês:  folk wrestling) é denominação geral de várias disciplinas de wrestling ligadas a um povo ou a uma cultura, que podem ou não ser codificados como um esporte moderno. A maioria das culturas humanas desenvolveu seu próprio tipo de estilo de grappling, único se comparado a outros estilos praticados. Enquanto diversos estilos na cultura ocidental podem ter suas raízes na Grécia Antiga, outros estilos, particularmente os da Ásia, foram desenvolvidos de forma independente.